# پارک جنگلی مونسانتو
پارک جنگلی مونسانتو (به پرتغالی: Parque Florestal de Monsanto) یک جنگل در پرتغال است که در لیسبون واقع شده‌است.